# Kniewo (jezioro na Pojezierzu Kaszubskim)
Kniewo (kaszb. Jezoro Kniewò) – śródleśne jezioro rynnowe w Polsce położone w województwie pomorskim, w powiecie kartuskim, w gminie Stężyca na obszarze Pojezierza Kaszubskiego i na południowym skraju Kaszubskiego Parku Krajobrazowego, otoczone wzniesieniami morenowymi Wzgórz Szymbarskich. Nad leśnymi brzegami jeziora znajdują się liczne domki letniskowe. Północnym brzegiem jeziora prowadzi turystyczny Szlak Wzgórz Szymbarskich.
Ogólna powierzchnia: 19,58 ha